# Black Disciples
Black Disciples (romana:"Discipolii Negrii") (adesea prescurtat ca BDN, BDN III, BD's) este un gang mare de stradă cu sediul în Chicago, Illinois, care a primit o acoperire de știri semnificativă după asasinarea unui copil din bandă, în vârstă de 11 ani, numit Robert Sandifer.

## Istorie
În 1958, un grup de tineri adolescenți din Hyde Park, Englewood și Kenwood s-au reunit ca prieteni creând o alianță pentru a-și combate dușmanii. Fondatorii - Richard Strong, David Barksdale, Mingo Shread, Prince Old Timer, Kilroy, Leonard Longstreet, Night Walker și alții - și-au numit noua organizație „Devil's Disciples" ("Discipolii Diavolului"). La începutul anului 1961, David Barksdale, cunoscut și sub numele de „Regele David”, a preluat conducerea exclusivă a Devil's Disciples și a numit membri diferiți care să supravegheze diferite zone din cartiere. Scopul lui Barksdale era de a revendica bandele mici din zonă și de a le transforma în facțiuni ale discipolilor. În 1966, pentru a contribui la creșterea recrutării și a contracara amenințările altor bande, David Barksdale a creat „Black Disciples Nation" ("Națiunea Discipolilor Negri"), care a contribuit la creșterea numărului de recrutări în mii. În 1969, Larry Hoover, liderul bandei rivale „Gangster Disciples(Discipolii Gangsteri)”, a fost de acord cu o fuziune cu Barksdale pentru a crea o bandă unită numită „Black Gangster Disciples Nation" ("Națiunea Discipolilor Negri și Gangsteri"). Acest lucru i-a făcut pe David și pe Larry să fie „Regi”, de aceea a apărut titulatura de „Regele David”. La scurt timp după ce s-a format alianța, Larry Hoover și un alt membru au fost acuzați și condamnați pentru uciderea unui alt membru și au primit 150-200 de ani de închisoare. Cu Larry în închisoare, regele David era pe deplin responsabil cu banda, dar mai târziu a murit din cauza complicațiilor la rinichi, la vârsta de 27 de ani, la 2 septembrie 1974. Moartea regelui David a dus la probleme în cadrul națiunii Black Gangster Disciple Nation (BGDN) . Majoritatea BGDN credea în a deveni mai unificat după trecerea regelui David, dar unii s-au opus sentimentului. Diferențele ideologice au condus la crearea a două facțiuni distincte: „Black Gangster Disciples(Discipolii Gangsterilor Negri)” și „Black Disciples(Discipolii Negri)”. Acest lucru a adus o rivalitate între aceste două bande, deoarece a fost vărsat de sânge pe străzi imediat după ce au fost create. Mickey Bull a preluat discipolii negri și a făcut pace cu discipolii gangsteri. Conducerea lui Bull a provocat o pauză temporară în violență, până când a fost ucis pe străzi de Gangster Disciples în august 1991. Reacții imediate de la Black Disciples au culminat cu o furie, iar trei discipoli Gangster au fost uciși la 7 august 1991. Între 1991 și 1994 , rivalitatea dintre discipolii gangsteri și discipolii negri s-a intensificat. Rivalitatea controversată a luat sfârșit după intervenția Marvell Thompson.

## Uciderea lui Yummy
Robert „Yummy” Sandifer s-a alăturat discipolilor negri în 1994 la vârsta de 11 ani. El a primit un pistol semiautomatic de 9 mm de către șeful său de bandă și a fost trimis să omoare câțiva membri ai bandelor rivale. În timp ce țintea spre rivalii săi, un glonț rătăcit din arma Yummy a lovit și a ucis pietonul Shavon Dean, în vârstă de 14 ani. Acest lucru a adus o atenție nedorită discipolilor negri din știrile locale și naționale. Liderul bandei a trimis doi frați, Derrick Hardaway și Cragg Hardaway, pentru a scăpa de Yummy. Cei doi frați l-au adus pe Yummy într-un pasaj subteran și l-au împușcat de două ori în ceafă. Ulterior au fost condamnați pentru crimă și o atenție mai nedorită a fost adusă discipolilor negri - în ciuda eforturilor lor de a acoperi implicarea bandei.

## Structura de banda
Discipolii Negri au peste 300 de seturi, cu aproximativ 30 până la 40 de membri în fiecare set. Cel mai înalt rol de conducere este „Regele Shorty”. În rândurile de conducere permanente se numără, de asemenea, ministrul, co-ministrul asistent și Demetrius. Cele mai mici poziții de rang sunt soldații și reprezentanții.